# Da parte della Principessa morta
Da parte della Principessa morta (in francese De la part de la princesse morte) è un romanzo storico biografico della scrittrice francese di origini turco-indiane Kenizé Mourad, che narra una versione romanzata della vita della madre che non ha mai conosciuto, la principessa ottomana Selma Hanımsultan, e della nonna, la principessa Hatice Sultan, figlia del sultano Murad V.

## Trama
Il romanzo segue la vita della principessa ottomana Selma Hanimsultan, figlia di Hatice Sultan e nipote del sultano ottomano Murad V, dall'infanzia nel lusso dorato della corte ottomana fino alla morte in povertà in un albergo di Parigi, un anno e mezzo dopo la nascita della figlia, la stessa Kenizé Mourad, passando per gli eventi traumatici della sua vita, quali l'esilio della dinastia ottomana e l'instaurazione della Repubblica, la caduta in povertà e il matrimonio combinato con un principe indiano che si rivelerà estremamente infelice. 
Il romanzo inizia a Istanbul alla morte del sultano Abdulhamid II, proseguendo con la dissoluzione dell'Impero ottomano e la caduta del Sultanato nel 1922, sostituito dalla Repubblica della Turchia, fino all'esilio della dinastia nel 1924, quando Selma ha appena tredici anni. 
All'esilio della dinastia ottomana Selma, la madre e il fratello emigrano a Beirut, dove vivono modestamente dei ricavi procurati dalla vendita dei gioielli della madre. Selma cresce sempre più bella, ma anche sempre più inquieta e tormentata, turbata dall'abbandono del padre, che ha voluto seguirli in esilio, dalla resa spirituale della madre che aveva sempre ammirato, e dalla versione negativa della storia della sua famiglia che viene insegnata a scuola e che lei vede come un'imposizione occidentale di parte. Ingenua, desiderosa di amore e di un futuro brillante e puntualmente delusa, accetta impulsivamente di sposare un principe indiano, Amir, il Raja di Badalpur.  
Tuttavia, il matrimonio e l'India si rivelano molto diverse da come Selma immaginava. Fatica a trovare punti d'incontro col marito, che pure non è malvagio ma solo molto rigido e poco comunicativo, è assediata dalle critiche della cognata, spiazzata da una società in cui non sa muoversi e, soprattutto, dopo aver vissuto nella cosmopolita Beirut dei francesi e nella Istanbul in fase di occidentalizzazione, non riesce ad abituarsi alla rigidità della segregazione di genere in vigore per le donne in India, la purdah. Gli sforzi di Selma per far funzionare il matrimonio, inserirsi nella società o prendere parte alle lotte politiche e culturali che dilaniano l'India, che vedono contrapposti gli indiani e gli inglesi, i mussulmani e gli indù, i Raja e i contadini, finiscono solo per inquietarla ancora di più e farla sprofondare nell'infelicità. 
Dopo aver appreso della morte della madre, Selma scopre di essere incinta. Desiderosa di fuggire e spaventata all'idea di imporre la sua stessa segregazione a una figlia, grazie a una coincidenza, ovvero l'aggravarsi della situazione politica nel regno del marito, riesce a ottenere il permesso di trasferirsi in Francia fino al parto. Finalmente libera, Selma si gode la vita nell'alta società parigina e incontra un medico americano di cui si innamora malgrado sia sposato, ma che riparte per l'America dopo pochi mesi, apparentemente dimenticandola. 
Selma dà infine alla luce una figlia, Kenize. Decisa a non tornare in India e soprattutto a non portarci la figlia, scrive al marito dicendogli che la bambina è nata morta. Dopo qualche mese sereno, la Francia entra in guerra e Parigi viene occupata dai tedeschi. Rimasta senza soldi ed esposta al pericolo di essere denunciata come straniera o inglese, Selma cerca di tirare avanti, ma muore dopo un anno a causa di una sepsi provocata da una peritonite acuta. In punto di morte, sembra pentirsi di aver abbandonato il marito e di avergli mentito sulla figlia, preoccupata di cosa le accadrà ora che rimarrà orfana. Selma muore così a meno di trent'anni, sola ad eccezione del fedele servo eunuco Zeynel Agha, con lei fin da bambina, e viene sepolta in una modesta tomba del cimitero di Bobigny.  
La sua bambina verrà adottata da un diplomatico svizzero, che si occuperà anche di comunicare la sua esistenza al padre biologico, ma la guerra impedirà il ricongiungimento dei due per molto tempo, mentre la bambina crescerà ignara delle sue origini. Il medico di cui Selma era innamorata troverà le lettere che lei gli aveva scritto, e che gli erano state nascoste dalla moglie, e tornerà a Parigi per cercare di adottare la bambina, ma morirà di crepacuore prima di poter avviare le pratiche.  

## Storia editoriale
Il libro, edito in Francia nel 1987 e costato all'autrice oltre 5 anni di ricerche approfondite, fu da subito un bestseller in Francia, mentre fu accolto in maniera più tiepida nei paesi anglofoni. Venne pubblicato in oltre 34 lingue, fra cui inglese e turco. In Italia venne pubblicato nel 1988. Attirò molta attenzione il fatto che, per la prima volta, la caduta dell'Impero Ottomano venisse narrata dal punto di vista dei turchi in generale e di un membro della dinastia imperiale in particolare. Tuttavia, in Turchia il libro, che pure ottenne grandissimo successo, venne censurato nelle parti in cui si parlava in maniera negativa di Mustafa Kemal Ataturk, il primo presidente della Turchia repubblicana e a oggi eroe nazionale in Turchia e figura controversa altrove. 

## Seguito
Nel 1998 la scrittrice ha pubblicato Il giardino di Badalpur, un nuovo romanzo che si configura come il seguito della storia della sua famiglia e che narra la vicenda del ricongiungimento dell'autrice la sua famiglia di origine, sia ottomana che indiana. Sebbene abbia avuto meno successo del precedente, il libro fu comunque ben accolto e pubblicato in oltre 12 lingue.

## Inesattezze storiche
Pur essendo un'opera di finzione, il romanzo ha un alto grado di accuratezza storica grazie alle ricerche approfondite dell'autrice.
Nonostante ciò, permangono alcune inesattezze:
- All'inizio del romanzo si dice che il sultano Murad III fece uccidere diciannove fratelli alla sua salita al trono, e suo padre Selim II cinque. In realtà, fu Murad III a far uccidere i suoi cinque fratellastri e suo figlio Mehmed III a farne uccidere diciannove. Quanto a Selim II, al momento della sua salita al trono non aveva fratelli ancora in vita.
- Nei primi capitoli, ambientati nel 1918, le principesse vanno a rendere omaggio alla madre del sultano Mehmed V Reşad. In realtà sia la madre biologica di Mehmed, Gülcemal Kadin, che quella adottiva, Servetseza Kadin, morirono diversi decenni prima, rispettivamente nel 1851 e nel 1878.
- Nel romanzo i genitori di Selma divorziano nel 1924. In realtà divorziarono già nel 1918.
- Nel romanzo il padre di Selma, dopo l'esilio della dinastia ottomana, viene mostrato come dimentico della famiglia e impegnato in vari incarichi per il governo repubblicano, per poi iniziare a girare il mondo fino a stabilirsi in Brasile. In realtà, mentre è vero che l'uomo non seguì l'ex moglie e i figli in esilio, dalla Turchia s'incaricò di mandare mensilmente loro del denaro, fin quando non venne incarcerato con l'accusa di contrabbando qualche anno dopo. Dopo di ciò non ci sono altre informazioni su di lui, tranne che morì nel 1936.
- L'anno di nascita di Selma è indicata come 1911. In realtà, sulla sua tomba è indicato come nata nel 1916 e nei principali lavori genealogici come nel 1914.
- Nel romanzo, Selma sposa Amir, Raja di Badalpur. In realtà sposò Sajid Husain Zaidi Ali, Raja di Kotdwara.